# Emil Straus
Emil Straus (* 7. September 1899 in Göllheim; † 4. Juli 1985 in Nizza) war ein deutscher Pädagoge, Diplomat und Politiker (CVP).

## Leben und Beruf
Nach dem Schulbesuch durchlief Straus zunächst ein Lehrerseminar. Am 6. September 1918 zog er nach Frankenthal und war bei der Israelitischen Kultusgemeinde Frankenthal als Kantor und Religionslehrer tätig. Am 5. Juli 1920 zog er nach Grünstadt und amtierte von 1921 bis 1923 als Lehrer am dortigen Progymnasium. Am 29. Juli 1925 heiratete er in Grünstadt Hilde Nahm (dort geboren am 28. August 1902). Am 27. Dezember 1929 kamen in Saarbrücken die Zwillinge Gerhard Stefan und Franz August zur Welt. Er nahm ein Hochschulstudium auf, das er 1935 mit der Promotion beendete. Seine Dissertation über Die gesellschaftliche Gliederung des Saargebietes: Eine soziographische Beschreibung war in einer sehr deutschnationalen Sprache gehalten. So zitierte ihn Der Spiegel 1952 mit den Worten „Die Sehnsucht der Saar ist die Treue zur deutschen Heimat!“ Als deutscher Jude emigrierte er nach dem Anschluss des Saargebiets an das Deutsche Reich infolge der Rassenpolitik der Nationalsozialisten. Er ging nach Frankreich und beantragte dort 1937 die französische Staatsbürgerschaft, die er aber erst 1947 durch ein Dekret des Journal officiel de la République française erhielt. Bereits 1934 konvertierte zum Katholizismus.
Straus kehrte nach dem Zweiten Weltkrieg in das Saarland zurück und trat in die CVP ein. Von Oktober 1946 bis zum Dezember 1947 war er Direktor für Unterrichtswesen in der Verwaltungskommission des Saarlandes. In dieser Zeit legte er den Grundstein für die Hochschule für Musik Saar nach französischem Vorbild. Von 1947 bis 1952 war er Mitglied des Saarländischen Landtages. Vom 20. Dezember 1947 bis zum 14. April 1951  war er Minister für Kultus, Unterricht und Volksbildung in der von Ministerpräsident Johannes Hoffmann geführten Regierung des Saarlandes. Während seiner Amtszeit sprach er sich vehement gegen die Mittelschulen aus und förderte das Musikwesen.
1952 wurde er zum Botschafter und Leiter der diplomatischen Mission der Saarregierung in Paris ernannt.